# Cappa magna

Il cardinale Giuseppe Siri in cappa magna. Sopra di essa è visibile la mozzetta di ermellino

La cappa magna è un abito prelatizio a forma di campana con strascico posteriore lungo alcuni metri. La parte anteriore viene tenuta raccolta sulle braccia e lasciata scendere solo quando ci si siede. Sopra la cappa magna viene indossata una mozzetta di pelliccia d'ermellino nei periodi invernali, sostituita da una di seta rossa porpora o paonazza per i periodi estivi (per i cardinali o vescovi provenienti da ordini religiosi la pelliccia e la seta dovevano corrispondere al colore del loro ordine, mentre oggi è stato generalizzato il colore rosso porpora per i cardinali e paonazzo per i vescovi, per quanto riguarda la seta, e il bianco della pelliccia per tutti). A questa mozzetta è unito un cappuccio.

## Utilizzo
La cappa magna viene indossata nelle cerimonie liturgiche più solenni, per recarsi a pontificare o per assistere al trono, mentre un tempo era usata anche durante le cappelle papali. Il cappuccio viene posto sulla testa al posto della berretta durante gli uffici della Settimana Santa, e, un tempo, sotto il galero quando questo veniva usato (per esempio per i cardinali al momento della loro creazione durante un concistoro pubblico o nelle solenni cavalcate), altrimenti restava attaccato con dei bottoncini alla mozzetta.
La cappa magna è realizzata in lana paonazza per i vescovi e in seta marezzata rossa (più violacea nei tempi di penitenza e nei concistori, esclusi quelli dei giorni più solenni) per i cardinali. Un tempo anche i canonici indossavano la cappa magna paonazza e pure alcuni prevosti. I nunzi e delegati apostolici indossano la cappa di seta marezzata paonazza. Per indulto l'uso della cappa magna può essere concesso anche agli abati mitrati. Alcuni prelati e capitoli di canonici godono l'uso della cappa, ma generalmente con la coda ripiegata o arrotolata a tortiglione.
Il papa utilizzava una cappa magna in seta rossa (anticamente di lana per i periodi di penitenza) che indossava per assistere al mattutino di Natale e ai mattutini delle Tenebre durante la Settimana Santa. Il papa utilizzava anche la cosiddetta "falda", ossia una sorta di sottoveste in seta bianca che scendeva a strascico da ogni lato. Ne esistevano una più ampia e lunga usata sotto i paramenti e una più piccola da portare sotto rocchetto e mozzetta durante il concistoro.

## Regolamentazione
Il 30 novembre 1952, con il motu proprio Valde solliciti, Pio XII accorciò di metà lo strascico delle cappe dei cardinali (prima 12 metri, oggi 6) e il decreto della Sacra Congregazione dei Riti del 4 dicembre successivo accorciò di metà anche quelle dei vescovi (prima 7 metri, oggi 3,5). La cappa magna rende necessario l'ufficio di un chierico (detto "caudatario") incaricato di sostenerla (in presenza di un cardinale, però, i vescovi arrotolano la coda sul braccio).
Giovanni XXIII ripristinò i metri della cappa magna cardinalizia a 12 e quella vescovile a 7 dopo la riforma di Pio XII.
I vescovi possono indossarla solo nella propria diocesi, gli arcivescovi metropoliti nella loro provincia, i nunzi apostolici e i delegati apostolici nel luogo della loro legazione e i cardinali ovunque. Tutti, però, avevano l'obbligo di indossarla durante la cappella papale, se o finché il papa non indossava i paramenti della messa se celebrava personalmente. L'uso della cappa magna è facoltativo.

## Galleria d'immagini

La cappa magna cardinalizia in versione estiva (a sinistra) e invernale (a destra)
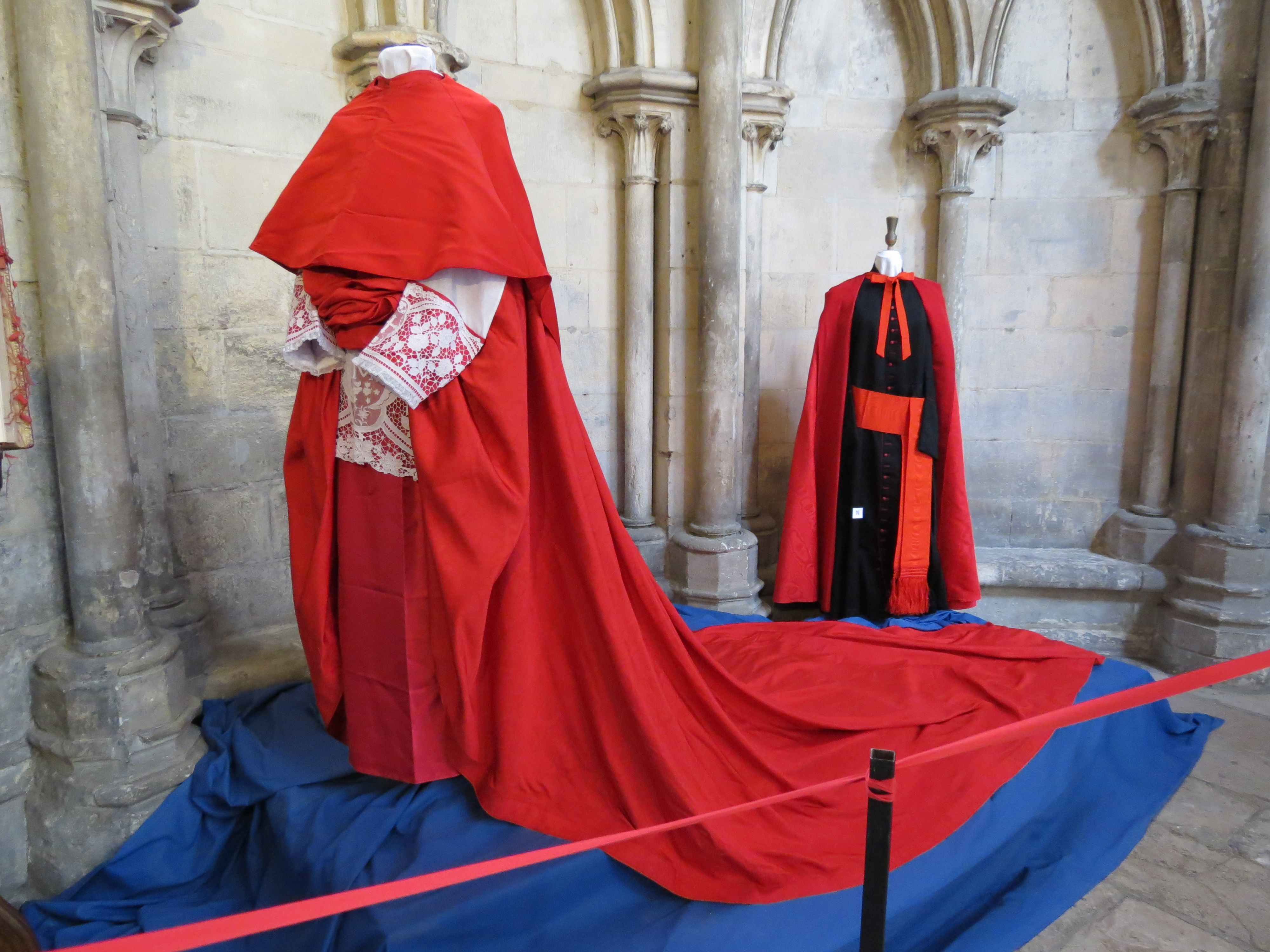
Cappa magna di mons. Pierre Petit de Julleville e di mons. Joseph-Marie-Eugène Martin custodita nella cattedrale di Rouen; si vede in fondo a destra un abito piano cardinalizio con ferraiolo
Il cardinale Giuseppe Siri in cappa magna. La mozzetta di ermellino è sostituita dalla mozzetta di seta estiva. Dietro di lui il caudatario regge lo strascico della cappa
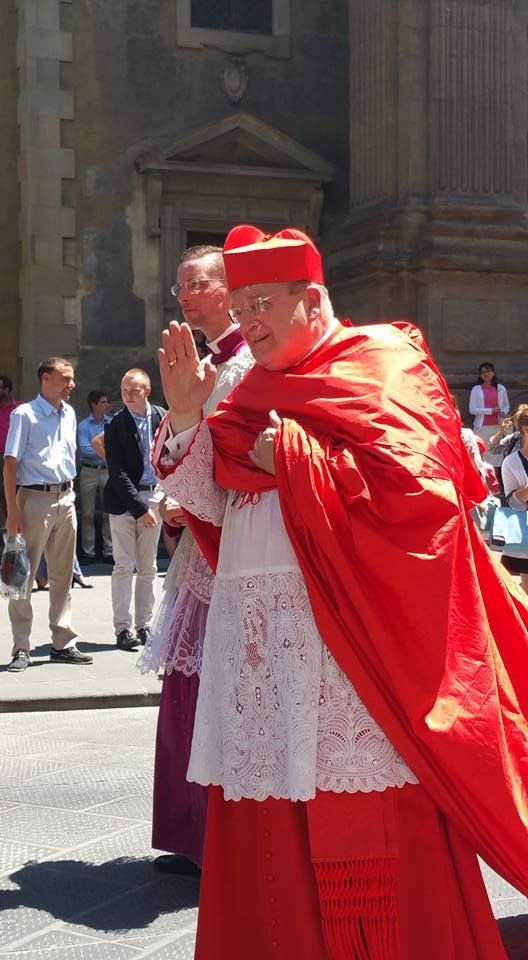
Il cardinale Raymond Leo Burke indossa la cappa magna estiva sopra l'abito corale
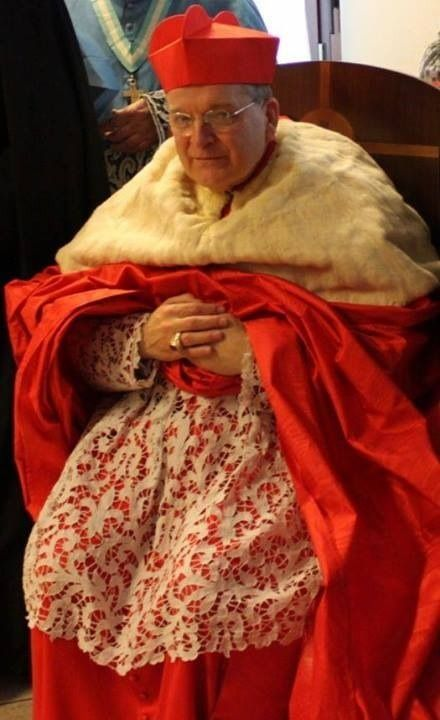
Il cardinale Raymond Leo Burke indossa la cappa magna invernale sopra l'abito corale
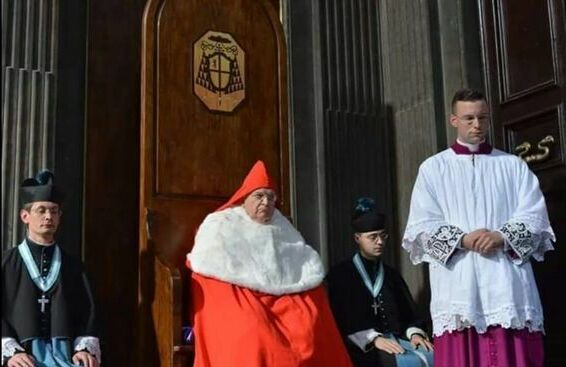
Il cardinale Raymond Leo Burke indossa la cappa magna invernale